# مارکو بناسی
مارکو بناسی (ایتالیایی: Marco Benassi؛ زاده ۸ سپتامبر ۱۹۹۴) بازیکن فوتبال اهل ایتالیا است که برای باشگاه فیورنتینا بازی می‌کند.